# Paralimnophila (Paralimnophila) aurantiipennis
Paralimnophila (Paralimnophila) aurantiipennis is een tweevleugelige uit de familie steltmuggen (Limoniidae). De soort komt voor in het Australaziatisch gebied.